# Mordella longicauda
Mordella longicauda es una especie de coleóptero de la familia Mordellidae.

## Distribución geográfica
Habita en Carniola.